# Деймос
Де́ймос (греч. Δείμος «ужас») — один из двух спутников Марса (наряду с Фобосом). Был открыт американским астрономом Асафом Холлом в 1877 году и назван им в честь древнегреческого бога ужаса Деймоса, сына бога войны Ареса.
Деймос обращается на среднем расстоянии 6,96 радиуса планеты (примерно 23 500 км, существенно дальше, чем Фобос), с периодом обращения в 30 ч 17 мин 55 с. Он имеет почти круговую орбиту, вследствие чего пери- и апоцентр различаются всего на 10 км (± 5 км от большой полуоси).
Деймос, как и Луна относительно Земли, всегда повёрнут к Марсу одной и той же стороной, в силу того, что его угловая скорость движения по орбите относительно Марса равна его угловой скорости собственного вращения.

## Открытие
Предположение о существовании у Марса двух спутников высказал Иоганн Кеплер в 1611 году. Он ошибочно расшифровал анаграмму Галилео Галилея smaismrmilmepoetaleumibunenugttauiras как лат. Salue, umbistineum geminatum Martia proles («Привет вам, близнецы, Марса порождение») и, таким образом, счёл, что Галилей открыл два спутника Марса. Тогда как правильная её расшифровка была такова: лат. Altissimum planetam tergeminum obseruaui («Высочайшую планету тройною наблюдал», опубликована в письме Галилея Джулиано де Медичи 13 ноября 1610 года): Галилей увидел Сатурн тройным — с кольцами. Кроме того, Кеплер основывал своё предположение на логике, что если у Земли один спутник, а у Юпитера — четыре (известных в то время галилеевых спутника), то количество спутников планет по мере удаления от Солнца возрастает в геометрической прогрессии. По этой логике у Марса должно быть два спутника.
Спутники Марса пытался отыскать ещё английский королевский астроном Уильям Гершель в 1783 году, но безрезультатно. В 1862 и 1864 гг. их искал директор обсерватории Копенгагенского университета Генрих (Анри) Луи д’Арре с помощью 10-дюймового (25-сантиметрового) телескопа-рефрактора, но также не смог их найти.
Деймос был открыт в серии наблюдений американского астронома Асафа Холла ночью 11 августа. Наблюдения проводились в военно-морской обсерватории в Вашингтоне, и поэтому, если перевести местное солнечное время к гринвичскому, то официальная дата открытия — это 12 августа 1877 года. В письме Глейшеру от 28 декабря 1877 года Холл пишет:

Из различных имен, которые были предложены для этих спутников, мне больше всего нравятся имена из Гомера, предложенные мистером Маданом из Итона, а именно: Деймос для внешнего спутника и Фобос для внутреннего.
Оригинальный текст (англ.)Of the various names that have been proposed for these satellites I like best those suggested from Homer by Mr. Madan, of Eton, viz. Deimos for the outer satellite, and Phobos for the inner one.

## Описание
Деймос имеет форму, приближающуюся к трёхосному эллипсоиду. Размеры Деймоса составляют 15×12,2×10,4 км. В XX веке Деймос считался самым маленьким из известных в Солнечной системе спутников.
Деймос состоит из каменистых пород, на поверхности имеется значительный слой реголита.
Поверхность Деймоса выглядит гораздо более гладкой, чем у Фобоса, за счёт того, что большинство кратеров покрыто мелкозернистым веществом. Вероятно, вещество, выброшенное при ударах метеоритов, долгое время оставалось на орбите вокруг спутника, постепенно осаждаясь и скрывая неровности рельефа.

## Происхождение

Съёмка аппаратом Curiosity спутников Марса: Фобос проходит перед Деймосом — в реальном времени (1 августа 2013)

Сходство Деймоса и Фобоса с одним из видов астероидов породило гипотезу о том, что и они бывшие астероиды, чьи орбиты были искажены гравитационным полем Юпитера таким образом, что они стали проходить вблизи Марса и были им захвачены.
Ещё одно предположение о происхождении Фобоса и Деймоса — распад спутника Марса на две части.
Гипотезы происхождения марсианских спутников по-прежнему противоречивы. Фобос и Деймос имеют много общего с астероидами C-типа: их спектр, альбедо и плотность в целом характерны для C или D-типа астероидов. Так, по старой гипотезе Фобос, как и Деймос, — это астероиды, которые, образовавшись около 4,5 миллиарда лет назад в главном поясе астероидов и постепенно перемещаясь из внешней его части в сторону Солнца, впоследствии стали спутниками Марса. Захват Марсом сразу двух астероидов представляется маловероятным, поэтому возникла гипотеза, что Фобос и Деймос — это остатки расколовшегося надвое более крупного, единственного астероида, захваченного планетой. Однако Фобос и Деймос обращаются вокруг Марса по круговым орбитам почти точно в плоскости экватора планеты, а их плотности нехарактерны для астероидов и настолько малы, что захват Марсом привёл бы к разрушению таких астероидов. Это опровергает гипотезу захвата астероидов.

## Исследование Деймоса
В 1894 году А. Белопольским и в 1896 году С. Костинским были впервые получены снимки Деймоса, а во время великого противостояния 1909 года С. Костинский получил чёткие фотоснимки Фобоса и Деймоса. В 1911 году Г. Струве предложил первую теорию движения спутников Марса.
Деймос был сфотографирован крупным планом несколькими космическими аппаратами, основной целью которых являлось фотографирование Марса. Первым был Mariner 9 в 1971 году, за ним Викинг-1 и Викинг-2 в 1977 году.
В 2023 году впервые были получены снимки с высоким разрешением обратной стороны Деймоса, сделанные орбитальным аппаратом «Аль-Амаль». Относительно плоский спектр Деймоса, который увидели ученые, указывает на тип материала, наблюдаемого на поверхности Марса, а не на богатую углеродом породу, часто встречающуюся в астероидах, что позволяет предположить, что Деймос был сформирован из того же материала, что и планета.
Японское агентство аэрокосмических исследований (JAXA) разрабатывает автоматический аппарат Martian Moons Exploration (MMX) для исследования Фобоса и Деймоса, включающую доставку образцов грунта Фобоса на Землю. НАСА, ЕКА и CNES планируют предоставить отдельные приборы для аппарата. Запуск планируется в 2026 году, прибытие образцов грунта на Землю — к 2031 году.

## Кратеры Деймоса

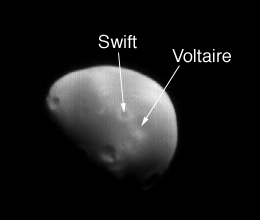
Кратеры Свифт и Вольтер

На Деймосе только две детали рельефа, которые имеют собственные имена. Это кратеры Свифт (диаметром 1000 метров) и Вольтер (диаметром 1900 метров), названные в честь двух писателей, которые предсказали существование у Марса двух спутников ещё до их открытия.

## Деймос в литературе
В третьей части главы 3 «Путешествий Гулливера» (1726) Джонатана Свифта, которая описывает летающий остров Лапута, говорится, что астрономы Лапуты открыли два спутника Марса на орбитах, равных 3 и 5 диаметрам Марса с периодом обращения соответственно 10 и 21,5 часа. В действительности Фобос и Деймос находятся на расстоянии 1,4 и 3,5 диаметра Марса от центра планеты, а их периоды составляют 7,6 и 30,3 часа.
В философской повести «Микромегас» (1752) Вольтера также содержится упоминание о подобном — что вокруг Марса обращается две луны, «правда, ускользающие от глаз земных астрономов». Упоминания спутников Марса у Свифта и Вольтера могут восходить к догадке Кеплера. Что касается числовых показателей расстояния до них у Свифта, то немецкий астроном Фридрих Вильгельм Ганс Людендорф предположил, что писатель мог рассчитать их, исходя из данных о галилеевых спутниках Юпитера.
У Владимира Михайлова в повести «Особая необходимость» (1963) советские космонавты обнаруживают, что Деймос является звездолётом инопланетян. Разгадав часть его тайн, участники экспедиции решают использовать имеющийся на борту звездолёта межпланетный космический корабль для возвращения на Землю.
У Станислава Лема в «Звёздных дневниках Ийона Тихого», «Путешествии двадцатом», путешественник во времени из XXVII века случайно выбалтывает Джонатану Свифту элементы орбит Фобоса и Деймоса. Именно так, утверждает главный герой, писатель и узнал о существовании этих спутников.
Во вселенной серии «Экспансия» на Деймосе расположена радарная станция флота Конгресса Марсианской Республики. Для демонстрации силы в рамках эскалации конфликта между Землёй и Марсом Деймос был уничтожен серией ядерных взрывов.